# Tribune (U-Boot)
HMS Tribune (Kennung: N76) war ein U-Boot der britischen Royal Navy im Zweiten Weltkrieg.

## Einsatzgeschichte
Die Tribune begann den Kampfeinsatz in der Nordsee und vor den Küsten Skandinaviens. Zwischen Anfang Januar 1940 und Ende Dezember 1940 griff das U-Boot mehrfach deutsche Transportschiffe und auch U-Boote an. Zu den angegriffen gegnerischen Schiffen gehörten der Tanker Karibisches Meer, der Frachter Birkenfels und wahrscheinlich das U-Boot U 56. Keiner dieser Angriffe war erfolgreich.
Auch wurde sie 1941 zur Sicherung von HX-Geleitzügen, wie den Geleitzug HX 126 eingesetzt.
Der spätere Einsatz der Tribune im Mittelmeer war nur wenig mehr erfolgreich. Am 10. Januar 1943 torpedierte das Boot östlich von San Remo den unter deutscher Flagge fahrenden französischen Frachter Dalny (6672 BRT). Das Schiff wurde so schwer beschädigt, dass seine Besatzung es auf Strand setzen musste. Am folgenden Tag griff die Tribune das Schiff ein weiteres Mal mit Torpedos an, wodurch der Frachter erneut beschädigt wurde.
Am 22. März 1943 torpedierte und beschädigte die Tribune zehn Seemeilen nordwestlich von Kap Suvero (Italien) bei 39° 14′ N, 15° 59′ O den deutschen Tanker Präsident Herrenschmidt (9103 BRT). Im selben Monat wurde vor Ustica der italienische Frachter Benevento erfolglos mit vier Torpedos angegriffen.
Die Tribune wurde im Juli 1947 in Milford Haven abgebrochen.

## Kommandanten

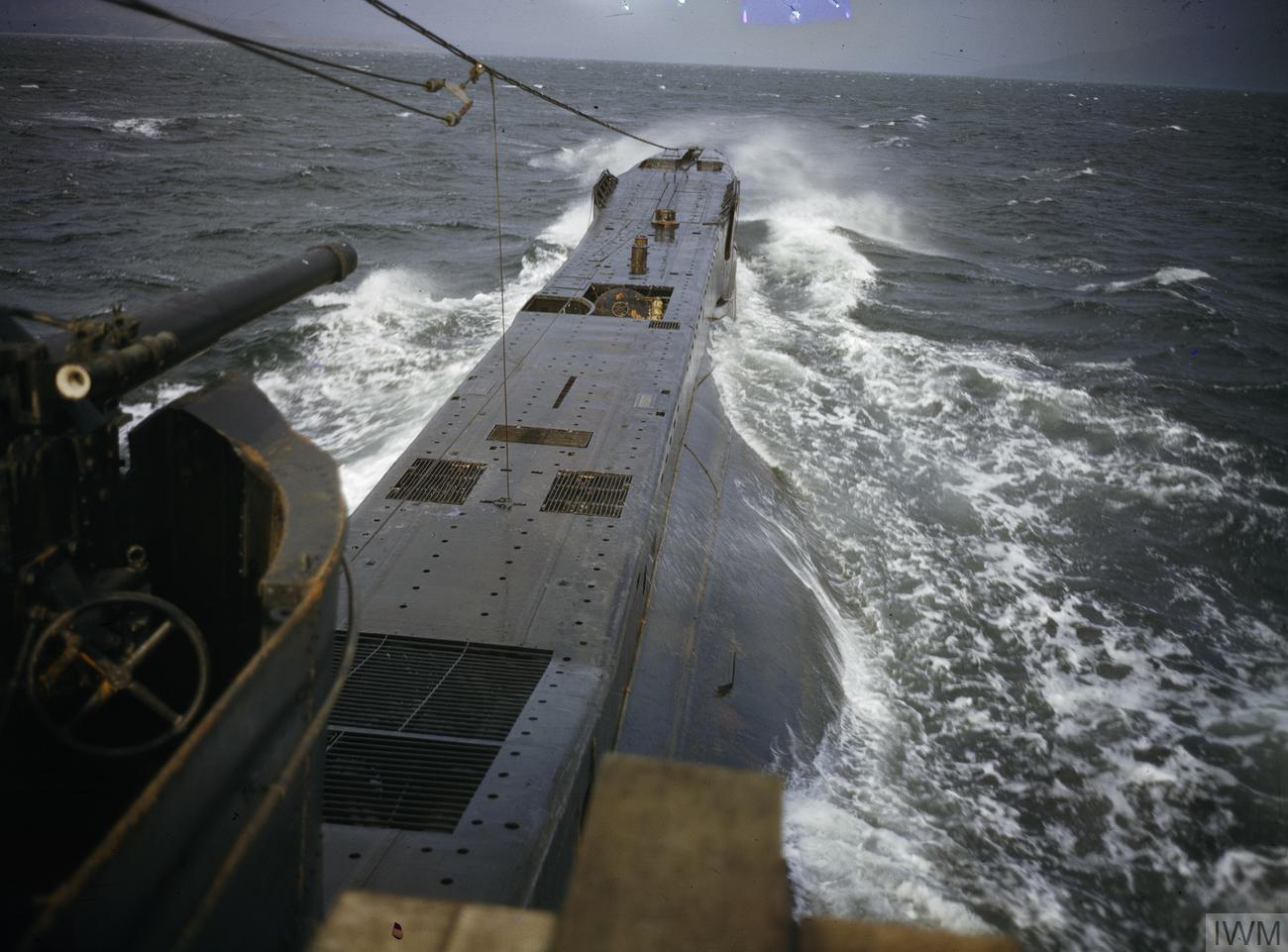
September 1942 vor der schottischen Küste

- Lt.Cdr. George Philip Sevier Davies (27. Februar 1938 – 19. Februar 1940)[4]
- Lt.Cdr. Herbert James Caldwell (19. Februar 1940 – ?)[5]
- Lt. Edward Francis Balston (8. Mai 1940 – 2. Januar 1941)[6]
- Lt.Cdr. Robert Galliano Norfolk (2. Januar 1941 – 26. Juni 1941)[7]
- Lt.Cdr. William Alexander Keith Napier Cavaye (26. Juni 1941 – 23. August 1941)[8]
- Lt. Richard Pendergast Raikes (23. August 1941 – 8. Oktober 1941)[9]
- Lt. John Henry Bromage (8. Oktober 1941 – 11. Januar 1942)[10]
- Lt. Geoffrey Deryck Nicholson Milner (11. Januar 1942 – ?)[11]
- Lt.Cdr. Norman Jack Coe (?)[12]
- Lt. Stewart Armstrong Porter (Anfang 1943 – Juni 1943)[13]
- Lt.Cdr. Walter Neal Eade (18. Juli 1943 – 8. Dezember 1944)[14]
- Lt. Aston Dalzell Piper (8. Dezember 1944 – 21. Mai 1945)[15]